# Doeringiella bizonata
Doeringiella bizonata är en biart som beskrevs av Holmberg 1886. Doeringiella bizonata ingår i släktet Doeringiella och familjen långtungebin. Inga underarter finns listade i Catalogue of Life.